# Син хромис
Синият хромис (Chromis cyanea) е вид бодлоперка от семейство Pomacentridae. Видът не е застрашен от изчезване.

## Разпространение и местообитание
Разпространен е в Американски Вирджински острови, Ангуила, Антигуа и Барбуда, Аруба, Барбадос, Бахамски острови, Белиз, Бермудски острови, Бонер, Британски Вирджински острови, Венецуела, Гваделупа, Гренада, Доминика, Доминиканска република, Кайманови острови, Куба, Кюрасао, Мартиника, Монсерат, Пуерто Рико, Саба, САЩ (Флорида), Свети Мартин, Сейнт Винсент и Гренадини, Сейнт Китс и Невис, Сейнт Лусия, Сен Естатиус, Синт Мартен, Тринидад и Тобаго, Търкс и Кайкос, Хаити и Ямайка.
Обитава морета и рифове. Среща се на дълбочина от 3 до 43 m, при температура на водата от 24,3 до 27,7 °C и соленост 34,2 – 36,6 ‰.

## Описание
На дължина достигат до 15 cm.